# زلزال ألاسكا 2018
زلزال ألاسكا 2018 هو زلزال حدث في خليج ألاسكا في 23 يناير 2018 غلى الساعة 00:31 بالتوقيت المحلي (AKST). حدث الزلزال بالقرب من جزيرة كودياك بقياس 7.9 على مقياس درجة العزم و كان حوالي 280 كيلومتر (170 ميل) إلى الجنوب الشرقي من كودياك و حدث على عمق 25 كيلومتر (16 ميل).

## زلزال

### الهزات الإرتدادية
وقعت أول هزة ارتدادية بعد 15 دقيقة من وقوع الزلزال. كان قياس أقواه M 5.6 على مقياس درجة العزم.